# Todiramphus nigrocyaneus
A Todiramphus nigrocyaneus a madarak osztályának szalakótaalakúak (Coraciiformes) rendjébe, ezen belül a jégmadárfélék (Alcedinidae) családjába tartozó faj.

## Rendszerezése
A fajt Alfred Russel Wallace brit természettudós írta le 1862-ben, a Halcyon nembe Halcyon nigrocyanea néven.

## Alfajai
- Todiramphus nigrocyaneus nigrocyaneus (Wallace, 1862)
- Todiramphus nigrocyaneus quadricolor (Oustalet, 1880)
- Todiramphus nigrocyaneus stictolaemus (Salvadori, 1876)[2]

## Előfordulása
Új-Guinea szigetén és a környező szigeteken, Indonézia és Pápua Új-Guinea területén honos. Természetes élőhelyei a szubtrópusi és trópusi síkvidéki esőerdők, száraz erdők és mocsári erdők, édesvízi mocsarak, folyók és patakok környékén. Állandó, nem vonuló faj.

## Megjelenése
Testhossza 23 centiméter, testtömege 51–57 gramm.

## Életmódja
Kevéssé ismert, valószínűleg rákokkal, halakkal és gyíkokkal táplálkozik.

## Természetvédelmi helyzete
Az elterjedési területe elég nagy, egyedszáma 2500-9999 példány közötti és csökken. A Természetvédelmi Világszövetség Vörös listáján mérsékelten fenyegetett fajként szerepel.